# Graveyard of Honor
Graveyard of Honor (新・仁義の墓場?, Shin jingi no hakaba, lett. "Nuovo cimitero dell'onore") è un film del 2002 diretto da Takashi Miike.
Si tratta del rifacimento del film del 1975 La tomba dell'onore di Kinji Fukasaku. La pellicola, di genere yakuza, è stata distribuita in Giappone il 22 giugno 2002, mentre in Italia è ancora inedita.

## Trama
Il film si incentra sulle vicende del giovane Rikuo Ishimatsu, un lavapiatti che grazie al salvataggio di un boss locale, entra a tutti gli effetti a far parte nel clan Sawada.
Ma la sua indole grezza, incontenibile e violenta, non lo rende degno di fiducia presso gli altri membri. Senza un vero seguito, si trova a stringere amicizia in carcere con l'esponente di una gang rivale.
L'amore malato per la sua donna, i continui sospetti, i personaggi che lo circondano con sguardi sinistri, tutto confluisce nel tremendo e disperato finale.

## Accoglienza
Il film è stato ben accolto dalla critica nonostante ai botteghini si sia rivelato un medio successo.

## Riconoscimenti
- 2003 - Japanese Professional Film Awards
  - Migliore attore a Goro Kishitani

## Analisi del film

Una scena del film

Il film tratta apertamente l'argomento Yakuza e il suo ruolo nella società giapponese.
I protagonisti sono tipici del genere Ninkyo-eiga, dove i personaggi principali hanno tra le tante caratteristiche, l'onore e il rispetto, ma anche ricchi di virtù.
Viene anche trattato il tema della "disumanità", Takashi Miike si sofferma sul film di Kinji Fukasaku, dove l'uomo modello dell'epoca moderna viene descritto come violento, crudele e disonorevole.